# 致堂讀史管見
《讀史管見》，又名《致堂讀史管見》，南宋胡寅著，凡三十卷。
胡寅於南宋紹興年間官至禮部侍郎，人稱“致堂先生”，《讀史管見》一書是作者晚年流放嶺南時期的作品，成书於绍兴二十五年。胡寅謫居時閱讀司馬光之《資治通鑑》，針對歷代史事發表議論，多繼承其父胡安國疏《春秋》之大義。南宋文人有靖康切齒之恨，故好倡言《春秋》復仇攘夷之義。清初四庫館臣批判胡寅“因其父說，彌用嚴苛，……不近人情，不揍事勢，卒至於窒礙而難行。”胡氏追求復古，痛批中央集權，希望限制君主之權力，甚至要求恢復井田制，他在《管見》提及：“不井田、不封建，不足以法代之治。……夫封建，與天下共其利，天道之公也。郡縣之，以天下奉一人，人欲之私也。……然欲行封建，先自井田始。”清初有朱直作《史論初集》一書，批駁胡寅此書，“每詆寅為腐儒。”學者李遠濤認為胡寅主張“歷史是退步的，一代不如一代。”朱熹編著《資治通鑑綱目》時，內容多引用此書。